# Phaser
Le phaser (ou « modulateur de phase ») est un effet audio reposant sur la manipulation de la phase. Il est généralement obtenu en filtrant un signal avec plusieurs filtres passe-tout, qui provoquent un déphasage et créent une série de trous (notch) dans le spectre des fréquences. La position de ces trous dans le spectre audio est changée cycliquement par un oscillateur basse fréquence, ce qui crée un effet tourbillonnant. 
Inventé dans les années 1970 et reposant sur une technologie analogique, cet effet est également réalisé de manière numérique. On le trouve sous la forme de pédale d'effet, de rack, ou bien en version logicielle sous la forme d'un plugin. Cet effet est utilisé entre autres sur la guitare électrique, le clavier ou encore la batterie.

## Fonctionnement

### Principe

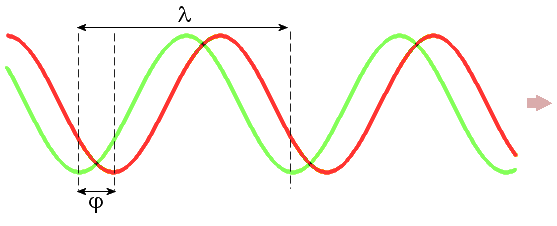
Principe du déphasage : en vert le signal source, en rouge le même signal déphasé. La combinaison des deux provoque des interférences destructrices et des trous au niveau de certaines fréquences.

Le phaser est un effet de filtre qui crée plusieurs trous (notch) dans le spectre audio à certaines fréquences, et balaye ces fréquences de manière plus ou moins rapide. Le son filtré mélangé au signal d'origine crée des interférences destructrices dans les fréquences (déphasage) : lorsqu'un signal est mélangé à sa copie dont la phase est inversée à 180° (ou un multiple impair de 180°), les deux fréquences s’annulent, et les fréquences proches sont fortement atténuées. Le son caractéristique du phaser vient de la variation de la position des filtres le long du spectre audio, donnant un effet de balayage cyclique ou de vague.

### Réalisation de l'effet

#### Déphasage
De manière schématique, un phaser consiste à copier le signal d'origine et à l'envoyer dans plusieurs filtres passe-tout (en) en série. Chaque filtre constitue un étage du phaser. Le signal d'origine est ensuite mélangé au signal de base.
Du fait du déphasage entre les deux signaux, il apparaît un trou (notch) à une certaine fréquence. Afin d'obtenir plusieurs trous, on multiplie les étages. Il existe ainsi des phaser à 4, 6, 8, 10 voire 12 étages. Un trou est produit par deux étages de filtres. Un phaser à 4 étages a ainsi deux trous de fréquences.
Les filtres passe-tout n'ont pas une réponse fréquentielle linéaire : ainsi, « la phase d'une fréquence grave pourra être décalée d'un quart tandis qu'une fréquence plus aigüe sera davantage déphasée ». Les fréquences touchées par le déphasage ne sont donc pas forcément liées d'un point de vue harmonique.
Une autre méthode consiste à utiliser directement des filtres coupe-bande (notch filters), qui créent ainsi des trous dans les fréquences sans nécessiter le recours au déphasage. Dans ce cas, il n'est plus nécessaire de mélanger le signal filtré au signal initial.

#### Oscillateur basse fréquence
La position des hauts et des bas est généralement modulée pour varier dans le temps : on obtient ainsi un effet de souffle, de vagues. Pour cela, le phaser possède généralement un oscillateur basse fréquence (LFO) qui fait balayer le filtre d'égalisation sur le spectre sonore (plus spécifiquement, le LFO fait varier la fréquence centrale du filtre passe-tout). Ce LFO balaye généralement le spectre audio de manière logarithmique, ce qui se rapproche le plus de la façon dont l'oreille humaine perçoit les fréquences. 

Spectrogramme d'un phaser à 12 étages (simulation du MXR phase 100) sur du bruit blanc. Les fréquences sont sur l'axe des ordonnées en échelle logarithmique, le temps sur l'axe des abscisses. On voit en vert foncé les six trous dans les fréquences et qui balayent le spectre audio depuis les graves jusqu'aux aigus. Sur cette image, le LFO a fait quatre cycles complets de balayage.

Dans un phaser analogique, plusieurs méthodes existent pour créer un LFO. Le Small Stone d'Electro Harmonix utilise un amplificateur opérationnel à transconductance (en). Le phase-100 de MXR et l'univibe utilisent des photorésistances. Le phase 90 de MXR utilise quant à lui un transistor à effet de champ (FET).

#### Réinjection du signal (feedback)
Il est possible de réinjecter une partie du signal filtré en entrée (feedback) : cela a pour conséquence d'augmenter l'étendue des fréquences touchées par le filtre, rendant les trous dans le spectre audio plus importants et moins doux. Le gain du feedback peut être négatif ou positif, mais doit impérativement être inférieur à 1 sous peine de causer des dysfonctionnements. 

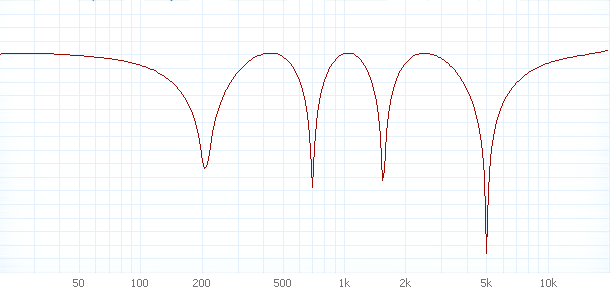
Phaser à huit étages avec le feedback à zéro (les fréquences audio sont sur l'axe des abscisses, l'axe des ordonnées représente le volume sonore).
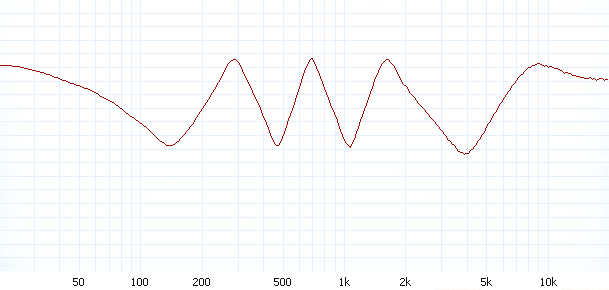
Phaser à huit étages avec feedback à 50% : les trous des fréquences sont plus marqués et plus larges.
Schéma de fonctionnement d'un phaser avec feedback (le LFO n'est pas présent sur l'image).

#### Stéréophonie
Le phaser peut être mono ou stéréophonique. Un phaser stéréo comporte généralement deux circuits distincts de filtres qui créent des trous à différentes fréquences à gauche et à droite. Chaque circuit est contrôlé par un LFO différent, réglés tous deux en quadrature de phase : un des oscillateurs fait varier la phase du deuxième de 90°.  
Une autre méthode consiste à mélanger les signaux des deux circuits de filtres (en plus du signal original), pour créer des trous de fréquences supplémentaires. 

#### Phasers analogiques et numériques
Un phaser analogique fonctionne en faisant passer une onde sinusoïdale par un condensateur et son inverse par une résistance[réf. nécessaire]. Il existe des différences de fonctionnement des filtres passe-tout selon qu'ils sont analogiques ou numériques.

### Réglages

#### Vitesse
Le réglage principal que l'on retrouve sur la plupart des phasers est la vitesse (speed ou rate) de l'oscillateur basse fréquence. Ce contrôle est généralement logarithmique. 

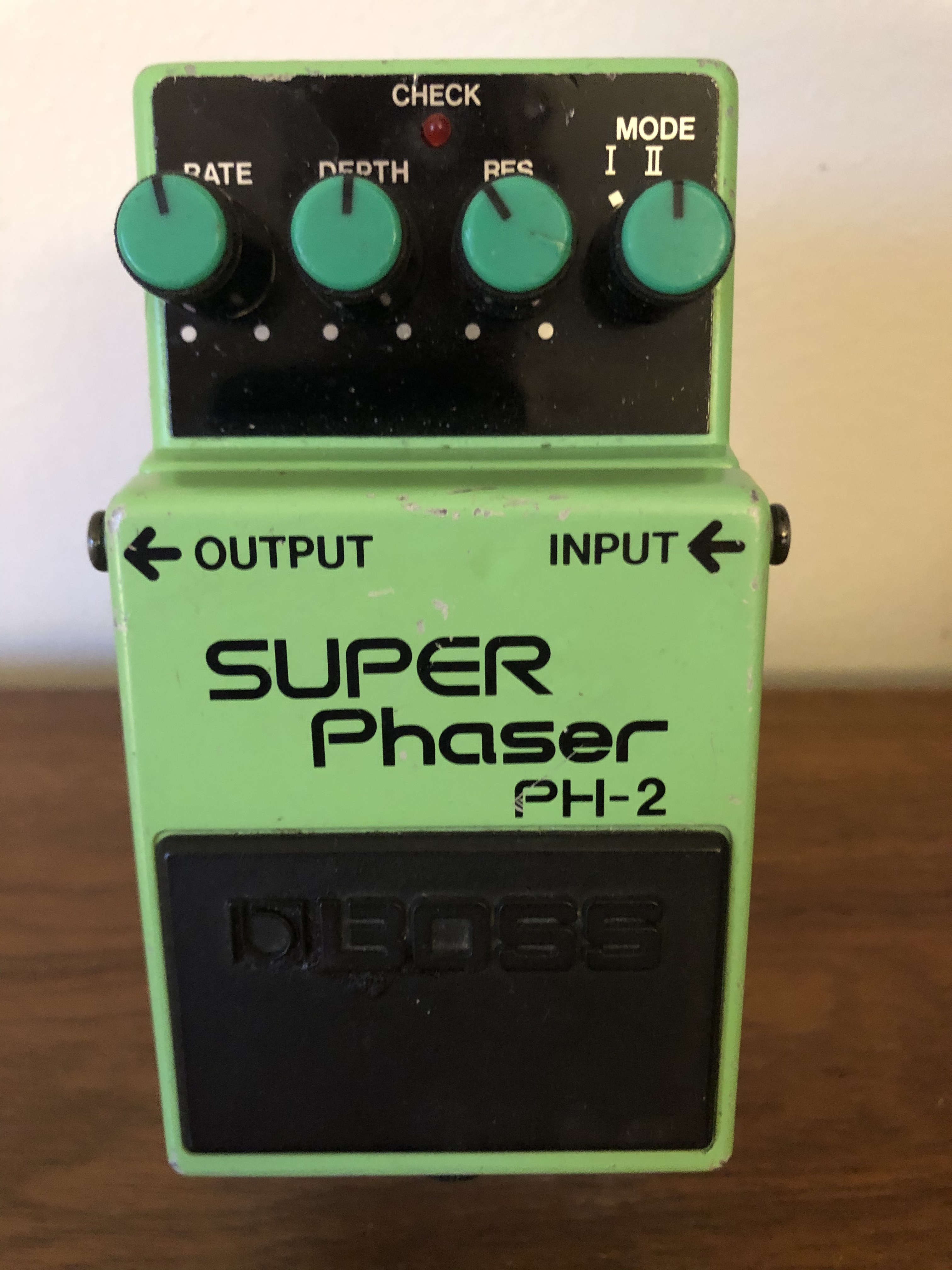
Un phaser de la marque Boss, avec des réglages de vitesse (speed), profondeur (depth) et feedback (res, pour resonance), ainsi qu'un sélecteur pour choisir entre deux modes de phasing différents.

#### Profondeur
Le réglage de profondeur (depth) permet de varier l'intensité de l'effet. Selon les constructeurs, le réglage de depth correspond soit à un réglage de mix (pourcentage du signal étant affecté par le phaser), soit à l'intervalle des fréquences qui sont balayées par le phaser : dans ce cas, pour une profondeur faible, seule une petite bande de fréquences est modifiée ; un réglage de profondeur important fait intervenir le phaser sur une grande partie du spectre sonore.

#### Feedback
On trouve également parfois un réglage du feedback (parfois dénommé regeneration ou regen), lorsque le son produit en sortie est réinjecté dans l'entrée du phaser afin de renforcer l'effet. Réglé au maximum, le feedback peut provoquer une auto-oscillation très aigüe. 

#### Autres réglages
Certains phasers comportent également un réglage d'amplitude (range ou sweep width) des fréquences modifiées par le phaser. Parfois, on trouve même un réglage distinct pour la fréquence minimale et la fréquence maximale affectée.

## Histoire
Le premier effet utilisant le changement de phase est l'univibe, créé en 1968 au Japon par Fumio Mieda. Cet effet est utilisé par Jimi Hendrix et devient rapidement populaire. L'un des premiers racks dédiés au phaser est commercialisé par Eventide en 1971 ; il distingue clairement le phasing du flanging, deux termes utilisés jusqu'alors de manière interchangeable. Le Instant Phaser PS 101 comporte huit étages de phaser (contre quatre pour l'univibe), et fonctionne avec des transistors à effet de champ (FET). Ce processeur est notamment utilisé en studio par Led Zeppelin sur les enregistrements de batterie de John Bonham pour le morceau Kashmir. 
En 1972, Musitronics sort le Mu-Tron Phasor, une pédale d'effet, et lance en 1975 un double phaser, le Mutron Bi-Phase. À base de cellules photosensibles (comme pour l'univibe), ce phaser inclut pour la première fois un réglage de feedback et deux circuits indépendants. Ce processeur d'effet est utilisé à la guitare ou aux claviers, mais également en studio, sur des sons de batterie par exemple. Il devient un effet populaire dans certains styles de musique, particulièrement dans le dub.
En 1974, deux pédales d'effet de phaser sont commercialisées : le phase 90 de MXR et le Small Stone d'Electro-Harmonix. Ces deux modèles et leurs déclinaisons successives deviennent très répandus, surtout chez les guitaristes. Leur popularité est due notamment à leur simplicité, avec un seul potentiomètre pour régler la vitesse de l'effet. David Gilmour utilise notamment un phase 90 sur Shine On You Crazy Diamond. En 1977, MXR sort le phase 100, qui lui rajoute un contrôle d'intensité (profondeur).
Dans les années 1980, les pédales numériques de phaser font leur apparition. 
À partir des années 1990, les effets commencent à être produits par des logiciels sous forme de plugins audio, et l'on trouve en 2021 de nombreux plugins de phaser, dont certains cherchent à imiter les modèles analogiques plus anciens.

## Utilisation

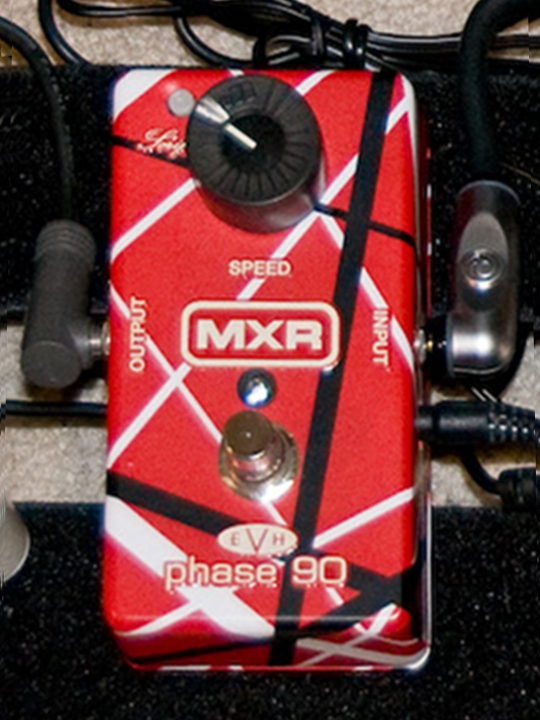
MXR phase 90, phaser à 4 étages avec un seul contrôle de vitesse (ici la version signature d'Eddie Van Halen, grand utilisateur de cet effet).

Le phaser est utilisé avec de nombreux instruments électriques ou électroniques, et dans de nombreux styles de musique. À la guitare électrique, il a été très utilisé par Eddie Van Halen, qui a fait du phaser sa signature sonore. il est aussi utilisé par David Gilmour de Pink Floyd[réf. nécessaire]. 
Aux claviers, on le retrouve dans bon nombre de compositions de Genesis (principalement sur les claviers de Tony Banks), de Selling England by the Pound à Wind & Wuthering[réf. nécessaire]. Stevie Wonder a également utilisé cet effet.
Il est également utilisé à la batterie (Kashmir de Led Zeppelin, Black Betty de Ram Jam).
Le phaser peut être utilisé pour donner du mouvement au son. Ainsi, dans le morceau Solitude is Bliss de Tame Impala, le phaser « induit une sensation de mouvement dans la guitare, qui se déplace entre différents degrés de plénitude et de profondeur, la transformant en entité spatiale bien qu'elle reste à la même place de l'image stéréo. Cela permet d'emmener le son de guitare vers des hauteurs éthérées, provoquant ainsi une forme de désorientation sonore ».

## Effets proches

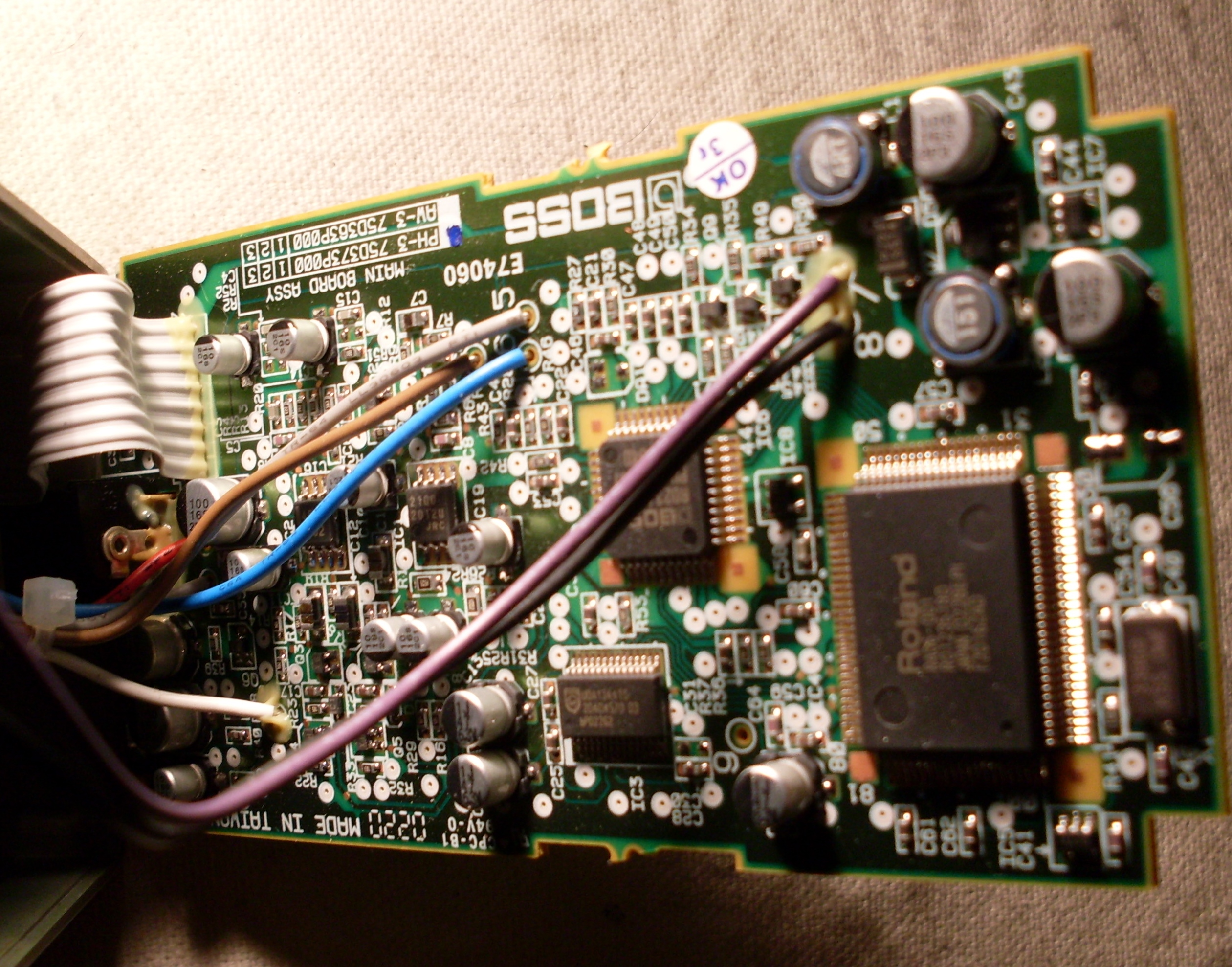
Circuit imprimé d'une pédale de phaser Boss PH-3

### Flanger
Le phaser se rapproche de l'effet flanger, qui lui aussi crée des trous dans les fréquences. Néanmoins, là où le flanger est créé à partir du décalage temporel (delay) induisant un filtrage en peigne, le phaser utilise des filtres passe-tout (allpass filter).  D'autre part, il est possible de choisir avec précision les fréquences qui sont affectées par le phaser, contrairement au flanger qui est linéaire. 

### Univibe
L'univibe est un type particulier de phaser. Il comporte quatre étages. Son fonctionnement repose sur l'utilisation de cellules photoélectriques captant la lumière émise par une ampoule, dont l'intensité et la fréquence de pulsation sont réglables.

### Wah-wah
Le phaser et la wah-wah sont deux effets de filtres, mais contrairement au phaser, la pédale wah-wah est un filtre passe-bande unique, que l'utilisateur peut manipuler directement au pied par la pédale d'expression. il n'y a pas de modification de la phase du signal. La wah-wah est un cas particulier d'égalisation paramétrique à une bande.